# Вавилон (предприятие)
Чебоксарская макаронно-кондитерская фабрика «Вавилон» — российское предприятие пищевой промышленности по производству макаронных и кондитерских изделий. Предприятие расположено в городе Чебоксары (Чувашская Республика); административное здание находится по лице Урукова, дом 17.
Предприятие функционирует на базе Чебоксарского завода безалкогольных напитков, существовавшей с 1940 года (преобразованной в 1993 году АООТ «Ситро»). С 2006 года предприятие находится под управлением ООО Чебоксарская макаронно-кондитерская фабрика «Вавилон» (владелец — О. В. Мешков), к которой было присоединено ООО «Ситро».
Среди изделий, производимых на фабрике: макаронные изделия, продукты диетического питания (хлебцы), кондитерские изделия (пряники, печенье, рахат-лукум, щербет, драже, слоёное печенье, вафли, вафельные трубочки, сухие завтраки (кукурузные палочки, кукурузные колечки)); безалкогольные напитки (лимонад), минеральная вода, квас; кисель; консервы (варенье, джем, повидло, компоты, плоды и ягоды, протёртые с сахаром); зерновой хлеб.

## История

### Советский период
Постановлением Исполкома Чебоксарского городского Совета депутатов трудящихся № 5 от 22 апреля 1940 года организован Чебоксарский плодоварочный завод Наркомпищепрома Чувашской АССР. Согласно постановлению СНК СССР и ЦК ВКП(б) от 9 января 1941 года «О мероприятиях по увеличению производства товаров широкого потребления и продовольствия из местного сырья» НКПП ЧАССР был принят план на 1941 год по организации новых мастерских в системе наркомата. Согласно плану, в частности, организовывался пряничный цех при Чебоксарском плодоварочном заводе.
10 ноября 1941 года постановлением СНК ЧАССР Чебоксарский плодоварочный завод исполкома Чебоксарского горсовета был реорганизован в Чебоксарский городской пищевой комбинат, был установлен штат в 13 единиц.
В конце 1940-х — начале 1950-х годов, когда в системе МПП Чувашской АССР наблюдалось объединение ряда районных и городских предприятий, «в целях сокращения административно-управленческих расходов по районным предприятиям» МПП ЧАССР с Чебоксарским горпищекомбинатом был объединен с Чебоксарским райпищекомбинатом. В 1955 году в состав Чебоксарского горпищекомбината были переданы Чебоксарская рыболовецкая бригада гослова и Шешкарский рыбоприемный пункт.
Постановлением Министров Чувашской АССР № 73 от 08.02.1974 г. Чебоксарский комплексный горпищекомбинат был переименован в Чебоксарский завод безалкогольных напитков. С 1978 года продукция предприятия выпускалась под товарным знаком в виде стилизованной чаши из буквы Ч, дополненной зеркально перевернутой буквой Ч и тремя круглыми плодам над чашей.

### После 1993 года
Распоряжением Госкомимущества Чувашской Республики № 161 от 12 марта 1993 года Чебоксарский завод безалкогольных напитков преобразован в АООТ «Ситро». Распоряжением Главы Московской районной администрации города Чебоксары № 652 от 30 апреля 1996 года АООТ «Ситро» преобразовано в ОАО «Ситро». В 1999 году фабрика функционирует на базе российской линии МС-200, суточная производительность которой составляла 6 т.
В 2000 году была смонтирована линия на базе пресса ЛПЛ-2, сушилки КСК-15. Мощность фабрики составила 17 тонн в сутки, выпускались макаронные изделия под названиями: «Сытные», «Спиральные», «Вермишель» и другие. В 2001 году для выпуска короткорезанных изделий введена в эксплуатацию полностью автоматизированная швейцарской линия «Бюлер». В 2002 году была смонтирована и пущена в эксплуатацию вторая автоматическая линия швейцарской фирмы «Бюлер». Общая мощность фабрики составила 12 тыс. тонн в год. В 2004 году фабрика запускает линию по производству слоеного печенья, укомплектованную оборудованием итальянских фирм CANOL, MIXER, POLIN (производительность линии — 10 тонн в сутки). В 2005 году предприятие запускает макаронную линию итальянской фирмы «Паван» по выпуску длиннорезанных макаронных изделий мощностью 10 тонн в сутки.
С 23 января 2006 года ОАО «Ситро» реорганизовано в форме преобразования в ООО «Ситро». 24 марта 2006 года ООО «Ситро» реорганизовано в форме присоединения к ООО Чебоксарская макаронная фабрика «Вавилон», которое 23 апреля 2006 года было переименовано в ООО Чебоксарская макаронно-кондитерская фабрика «Вавилон» (собственником юридического лица является предприниматель О. В. Мешков).
С 2006 года на предприятии начинает работать автоматизированная линия по производству вафель. В 2007 году была запущена линия по производству нового вида вафельной продукции — вафельных трубочек. В октябре 2007 года была введена в эксплуатацию итальянская линия фирмы «Падовани» для производства сахарных сэндвичей.
Предприятие включено в «Перечень крупных, экономически или социально значимых организаций Чувашской Республики на 2010 год». Предприятие поставляет продукцию в регионы России: Башкирия, Удмуртия, Мордовия, Марий Эл, Кировская область, Республика Коми, Татарстан, Екатеринбург и другие. Фабрика располагается на территории 3,5 гектара и имеет 15 тысяч квадратных метров производственной площади.

## Награды и признание
В 2009 году согласно рейтингу «Российские производители макаронных изделий ТОР-20», составленному журналом «Гастрономия. Бакалея», ООО «ЧМКФ „Вавилон“» входило в десятку лучших российских организаций, специализирующихся на производстве макаронных изделий.